# Rudrapur (Uttarakhand)
Rudrapur (hindi उत्तरकाशी) – miasto w północnych Indiach w stanie Uttarakhand, na zagórzu gór Siwalik.
Populacja miasta w 2001 roku wynosiła 88 720 mieszkańców.